# František Čeřovský
František Čeřovský (21. března 1881, Bukovina u Pecky – 3. června 1962, Praha) byl český právník a sběratel umění.

## Život
František Čeřovský vystudoval právnickou fakultu Karlo-Ferdinandovy univerzity. Studium ukončil promocí v roce 1906; v té době pracoval jako právní praktikant u krajského soudu v Jičíně.
Pracoval nejdříve jako advokátní koncipient a později si založil vlastní advokátní kancelář. Pohyboval se mezi umělci, které podporoval a tím se dostal k tématu homosexuality, která v té době byla z pohledu práva trestná. Působil jako obhájce v několika případech s ní spojených a dlouhodobě prosazoval legislativní změny v této oblasti. Pomoc těmto lidem však neomezoval pouze na oficiální výkon své advokátní praxe. Lze dobře dokumentovat osobní povahu jeho zaujetí. Podle vzpomínek jeho syna Miloše byly jejich „byt a kancelář azylem pro nešťastné lidi. Často někdo přišel v noci, že byl vydírán, a otec ho nechal přespat“.
Mezi jeho zajímavé případy patří obhajoba Bohumila Kubišty ve sporu s krajinářem Josefem Ullmannem o "Oslí obraz". V jeho advokátní kanceláři později působili i jeho synové Vladimír (1914–1990) a Miloš (1916–2007).
V roce 1933 byl Čeřovský spoluzakladatelem Spolku přátel Moderní galerie, kde se jako člen nákupní komise zasloužil o doplnění jejích sbírek.
Jako advokát působil i po únoru 1948. Byl přizván JUDr. Rastislavem Váhalou k obhajobě Heliodora Píky. V pozdější rehabilitaci H. Píky se angažoval jeho syn Miloš. Jeho kancelář se podílela na obhajobě Františka Přeučila v procesu se skupinou Milady Horákové. Miloš Čeřovský byl v procesu jediným advokátem, který ve své řeči přečetl i neschválené části. František Čeřovský v padesátých letech obhajoval také sběratele umění Dr. Jaroslava Borovičku, obviněného z údajných spekulací s uměním.
Byl tchánem zpěvačky Judity Čeřovské, která se provdala za jeho syna Vladimíra. Byl strýcem botanika Jana Čeřovského. Syn Miloš byl v období "Pražského jara 1968" generálním prokurátorem.

### Sbírka Františka Čeřovského
František Čeřovský byl významným sběratelem umění. Sbírku začal budovat ještě před první světovou válkou, kdy byl advokátním koncipientem. Roku 1911 se seznámil s Bohumilem Kubištou, když ho zastupoval ve sporu s malířem Josefem Ullmannem, a získal darem jedno jeho plátno. Od 20. let se soustředil na moderní výtvarnou tvorbu českých, ale i francouzských malířů a sbíral díla v širokém rozpětí od impresionismu po abstrakci. Výběr děl ze své sbírky představil na výstavách v Umělecké besedě v letech 1933 a 1934, ke kterým byly vydány katalogy. Na svém vrcholu tato sbírka čítala kolem 150 obrazů a tři stovky kreseb. Kromě děl českých malířů (Otakar Kubín, Václav Špála, Jan Zrzavý, Emil Filla, Josef Šíma, Josef Čapek, Jan Bauch, Bohumil Kubišta) tehdy vlastnil i díla Pabla Picassa, Marca Chagalla, Giorgia de Chirica, Maurice Vlamincka, Amedea Modiglianiho a André Deraina.
Od 30. let se znal s Ladislavem Zívrem, kterého zastupoval při rozvodu. Za druhé světové války měl blízko i k ostatním autorům skupiny 42 a inicioval jejich první výstavu v Nové Pace roku 1943. Od roku 1937 byli majiteli sbírky sběratelovi synové, advokáti Vladimír Čeřovský a Miloš Čeřovský. Po úmrtí Františka Čeřovského roku 1962 byla na jeho syny uvalena dědická daň z majetku, který kromě umělecké sbírky zahrnoval i rodinný dům v Liběchově. Oba byli svědkem nedávného politického procesu s Jaroslavem Borovičkou (1959), kterého František Čeřovský obhajoval. Na úhradu notářských poplatků z dědictví tak pod nátlakem státu "věnovali" devatenáct děl, mezi nimi některé klíčové práce české moderny. Díla byla později restituována a vykoupena zpět do galerijních sbírek nebo prodána do soukromých rukou.

#### Vybraná díla sbírky
- Toyen, Opuštěné doupě (1937), vynucený dar NG, později GAVU Cheb
- Otakar Kubín, Music Hall Bobino (1910), vynucený dar NG, později Retro Gallery
- Otakar Kubín, Venkované z Auvergne (1922), vynucený dar NG, později soukromá sbírka
- Vincenc Makovský, Koňská hlava, vynucený dar NG, později GAVU Cheb
- Jiří Jelínek, kompozice (1937), vynucený dar NG, později GAVU Cheb
- Pablo Picasso, Zátiší s dýmkou, vynucený dar NG, později soukromá sbírka[12]